# Melgó
El melgó, melga/mèliga o trèvol bo (o de prat) (Medicago) és un gènere de fanerògames de la família de les fabàcies.
Són plantes perennes o anuals, conegudes també amb el nom de trèvols, però que cal no confondre amb els autèntics trèvols, del gènere Trifolium. El membre més conegut del gènere és l'alfals (M. sativa), un important cultiu farratger. Moltes espècies d'aquesta família són herbes baixes, rastreres. No obstant això, l'alfals creix verticalment fins a 1 metre, i Medicago arborea és un arbust. Com l'alfals, moltes espècies rastreres de la família s'usen per a cultius farratgers.

## Taxonomia
Les espècies de melgons autòctones als Països Catalans són les següents:Medicago arborea, M. marina, M. lupulina, M. secundiflora, M. hybrida, M. sativa, M. suffruticosa, M. orbicularis, M. scutellata, M. intertexta, M. coronata, M. minima, M.rigidula, M. doliata, M. tuberculata, M. murex, M. littoralis, M. truncatula, M. disciformis, M. arabica, M. praecox i M. nigra.
Espècies incloses en aquest gènere són:
- Medicago agropyretorum
- Medicago alatavica
- Medicago arabica
- Medicago arborea
- Medicago archiducis-nicolai
- Medicago astroites
- Medicago blancheana
- Medicago brachycarpa
- Medicago cancellata
- Medicago carstiensis
- Medicago caucasica
- Medicago constricta
- Medicago coronata
- Medicago crassipes
- Medicago cretacea
- Medicago cyrenaea
- Medicago daghestanica
- Medicago difalcata
- Medicago disciformis
- Medicago doliata
- Medicago edgeworthii
- Medicago falcata
- Medicago fischeriana
- Medicago glomerata
- Medicago granadensis
- Medicago grossheimii
- Medicago gunibica
- Medicago heldreichii
- Medicago hemicoerulea
- Medicago heyniana
- Medicago hybrida
- Medicago hypogaea
- Medicago intertexta
- Medicago karatschaia
- Medicago komarovii
- Medicago laciniata
- Medicago lanigera
- Medicago laxispira
- Medicago littoralis
- Medicago lupulina
- Medicago marina
- Medicago medicaginoides
- Medicago meyeri
- Medicago minima
- Medicago monantha
- Medicago monspeliaca
- Medicago murex
- Medicago muricoleptis
- Medicago noeana
- Medicago orbicularis
- Medicago orthoceras
- Medicago ovalis
- Medicago papillosa
- Medicago persica
- Medicago phrygia
- Medicago pironae
- Medicago playtcarpa
- Medicago polyceratia
- Medicago polychroa
- Medicago polymorpha
- Medicago praecox
- Medicago prostrata
- Medicago radiata
- Medicago retrorsa
- Medicago rhodopea
- Medicago rigida
- Medicago rigidula
- Medicago rotata
- Medicago rugosa
- Medicago rupestris
- Medicago ruthenica
- Medicago sativa - alfals o userda
- Medicago sauvagei
- Medicago saxatilis
- Medicago schischkinii
- Medicago scutellata
- Medicago secundiflora
- Medicago sinskiae
- Medicago soleirolii
- Medicago strasseri
- Medicago suffruticosa
- Medicago talyschensis
- Medicago tenoreana
- Medicago tornata
- Medicago transoxana
- Medicago truncatula
- Medicago tunetana
- Medicago turbinata
- Medicago vardanis
- Medicago virescens